# Эрни, Адольф
Адо́льф «Бёбес» Э́рни (нем. Adolf "Böbes" Aerni; род. XX век) — швейцарский кёрлингист.
В составе мужской сборной Швейцарии бронзовый призёр чемпионата мира 1976. Чемпион Швейцарии среди мужчин.
Играл на позиции четвёртого. Был скипом команды.

## Достижения
- Чемпионат мира по кёрлингу среди мужчин: бронза (1976).
- Чемпионат Швейцарии по кёрлингу среди мужчин: золото (1976).

## Команды
| Сезон   | Четвёртый   | Третий          | Второй       | Первый          | Турниры            |
| ------- | ----------- | --------------- | ------------ | --------------- | ------------------ |
| 1975—76 | Адольф Эрни | Мартин Сегессер | Мартин Плюсс | Роберт Штеттлер | ЧШМ 1976 · ЧМ 1976 |

(скипы выделены полужирным шрифтом)